# Pforzen
Pforzen är en kommun och ort i Landkreis Ostallgäu i Regierungsbezirk Schwaben i förbundslandet Bayern i Tyskland.
Kommunen ingår i kommunalförbundet Pforzen tillsammans med köpingen Irsee och kommunen Rieden.